# Coppa del Mondo T20 femminile di cricket
La Coppa del Mondo T20 femminile di cricket (in inglese ICC Women's T20 World Cup, fino al 2019 nota come ICC Women's World Twenty20) è una manifestazione sportiva internazionale di cricket organizzata dall'International Cricket Council (ICC).

## Descrizione
Il torneo è una versione "ridotta" della Coppa del Mondo di cricket femminile e viene giocato con le regole del Limited Overs cricket denominato Twenty20. Al torneo partecipano 10 squadre. Il torneo ha cadenza biennale.

## Storia
La prima edizione si è tenuta nel 2009 in Inghilterra ed è stata vinta dalla selezione locale. L'Australia è l'attuale detentrice del titolo, conquistato nel 2023.

## Albo d'oro
| Anno          | Organizzatore       | Luogo della finale   | Finale                             | Finale                                       | Finale                         |
| Anno          | Organizzatore       | Luogo della finale   | Vincitore                          | Risultato                                    | Finalista                      |
| ------------- | ------------------- | -------------------- | ---------------------------------- | -------------------------------------------- | ------------------------------ |
| 2009 Dettagli | Inghilterra         | Londra               | Inghilterra 86/4 (17 overs)        | Inghilterra vince di 6 wickets Referto       | Nuova Zelanda 85 (20 overs)    |
| 2010 Dettagli | Indie Occidentali   | Bridgetown, Barbados | Australia 106/8 (20 overs)         | Australia vince di 3 runs Referto            | Nuova Zelanda 103/6 (20 overs) |
| 2012 Dettagli | Sri Lanka           | Colombo              | Australia 142/4 (20 overs)         | Australia vince di 4 runs Referto            | Inghilterra 138/9 (20 overs)   |
| 2014 Dettagli | Bangladesh          | Dacca                | Australia 106/4 (15 overs)         | Australia vince di 6 wickets Referto         | Inghilterra 105/8 (20 overs)   |
| 2016 Dettagli | India               | Calcutta             | Indie Occidentali 149/2 (19 overs) | Indie Occidentali vince di 8 wickets Referto | Australia 148/5 (20 overs)     |
| 2018 Dettagli | Indie Occidentali   | North Sound, Antigua | Australia 106/2 (15.1 overs)       | Australia vince di 8 wickets Referto         | Inghilterra 105 (19.4 overs)   |
| 2020 Dettagli | Australia           | Melbourne            | Australia 184/4 (20 overs)         | Australia vince di 85 runs Referto           | India 99 (19.1 overs)          |
| 2023 Dettagli | Sudafrica           | Città del Capo       | Australia 156/6 (20 overs)         | Australia vince di 17 runs Referto           | Sudafrica 137/6 (20 overs)     |
| 2024 Dettagli | Emirati Arabi Uniti | Dubai                | Nuova Zelanda 158/5 (20 overs)     | Nuova Zelanda vince di 32 runs Referto       | Sudafrica 126/9 (20 overs)     |
| 2026 Dettagli | Inghilterra         |                      |                                    |                                              |                                |